# 聯合國安全理事會第1487號決議
聯合國安全理事會第1487號決議于2003年6月12日通过，在注意到《国际刑事法院罗马规约》最近生效，安理会准许来自非国际刑事法院缔约国的联合国维持和平人员免于国际刑事法院起诉一年，从2003年7月1日开始。
该决议是在美国的坚持下通过的，于2003年7月1日生效，为期一年。法国、德国和叙利亚投了弃权票，认为没有理由延长这些措施。2004年，美国军队在阿布格莱布虐待伊拉克囚犯的照片曝光后，安理会拒绝再次延长豁免，之后美国撤回了提案。

## 决议

### 序言
在决议序言中，安理会注意到联合国行动在维护和平与安全方面的重要性。它指出，并不是所有国家都是《国际刑事法院规约》的缔约国或选择接受其管辖权，并将继续在其国家管辖范围内履行其对国际犯罪的责任。

### 文案
安全理事会根据《联合国宪章》第七章采取行动，要求国际刑事法院在自2003年7月1日起的12个月内，不要对非《国际刑事法院规约》缔约国的人员或官员展开或继续进行调查。它表示打算在12个月内尽可能延长这项措施。此外，该决议要求各国不得采取违反该措施及其国际义务的行动。